# Qatana
Qatana, ville de Syrie, originellement bastion militaire, est devenue une place forte du régime Baas. Cette ville est une sous-préfecture du comté de Damas et est considérée par beaucoup de syriens comme la ville où naquit l'élite de la nation.